# Benno Hartmann
Benno Hartmann (* 4. Oktober 1924 in Schkeuditz; † 12. April 2001 in Barsinghausen) war ein deutscher Fußballspieler.

## Sportliche Laufbahn
Hartmann wurde in Sachsen geboren und landete während des Zweiten Weltkriegs als Fallschirmspringer im schleswig-holsteinischen Kreis Steinburg. Im Itzehoer SV gehörte er als Fußballer fortan zu den Leistungsträgern und schaffte mit dem ISV 1950 den Aufstieg in die Oberliga Nord. In der höchsten Klasse absolvierte er 23 Spiele für die Itzehoer und erzielte ein Tor. Nach dem Abstieg wechselte er nach Köln, wo er an der Sporthochschule studierte und von Hennes Weisweiler zum 1. FC Köln vermittelt wurde. Er spielte drei Jahre lang beim 1. FC Köln und absolvierte dabei insgesamt 61 Spiele, ohne jedoch dabei ein Tor zu erzielen. Seine Trainer waren Helmut Schneider, Karl Winkler und Kurt Baluses. Zu seinen Kameraden gehörten damals unter anderem der Torwart Frans de Munck, Georg Stollenwerk, Josef Röhrig und der Weltmeister von 1954 Hans Schäfer.
Seine Karriere ließ er anschließend bei Bayer Leverkusen ausklingen. Anschließend war er als Fußball-Lehrer für den Niedersächsischen Fußballverband tätig.

## Statistik
- Oberliga Nord: 23 Spiele
- Oberliga West: 48 Spiele
- Endrunde um die Deutsche Meisterschaft: 4 Spiele
- DFB-Pokal: 5 Spiele
- Westdeutscher Pokal: 4 Spiele

## Erfolge
- 1954: Westdeutscher Meister
- 1954: DFB-Pokal-Finale